# Dodabetta
Dodabetta is een geslacht van hooiwagens uit de familie Assamiidae.
De wetenschappelijke naam Dodabetta is voor het eerst geldig gepubliceerd door Roewer in 1929. 

## Soorten
Dodabetta is monotypisch en omvat slechts de volgende soort:
- Dodabetta conigera